# Naboun
Naboun és una localitat de la prefectura de Siguiri a la regió de Kankan, Guinea, amb una població censada al març de 2014 de 25.348 habitants.
Està situada al nord-est del país, prop de la frontera amb Mali.